# 秋吉博之
秋吉 博之（あきよし ひろゆき、1954年 - ）は、日本の教育学者、和歌山信愛大学教育学部教授。専門は理科教育学、子ども環境学。 

## 略歴
1954年福岡県久留米市生まれ。1980年鹿児島大学農学部農芸化学科卒業。2004年神戸大学大学院国際協力研究科博士後期課程修了、博士（学術）。 
食品会社勤務（品質管理）、神戸市立葺合中学校教諭、兵庫教育大学附属中学校文部教官教諭、国際協力機構（JICA）ケニア中等理数科教育強化プロジェクト技術協力専門家（生物教育）、就実大学教育学部初等教育学科教授、就実大学大学院人文科学研究科初等教育学専攻（新設）教授、大阪教育大学教育学部実践学校教育講座理科教育学研究室教授、大阪教育大学大学院連合教職実践研究科（新設）教授等を経て、2019年4月より和歌山信愛大学教育学部（新設）教授。 

## 著書

### 単著
- 『理科教員研修の指導と評価─ケニア理数科教育強化計画での実施─』多賀出版、2009年 ISBN 978-4-8115-7431-8

### 編著
- 『理科教育法－理論をふまえた理科の授業実践－』大学教育出版、2009年（山田卓三との共編著）ISBN 978-4-88730-894-7
- 『実験で実践する魅力ある理科教育─小中学校編─』オーム社、2010年（川村康文、山下芳樹、秋吉博之、荻原彰との共編著）ISBN 978-4-274-20920-8
- 『実験で実践する魅力ある理科教育─高校編─』オーム社、2011年（川村康文、長南幸安、秋吉博之、三浦和彦との共編著）ISBN 978-4-274-21044-0
- 『理科教育法 第2版 －理論をふまえた理科の授業実践－』大学教育出版、2015年（山田卓三との共編著） ISBN 9784864292993
- 『理科教育法 第3版』大学教育出版、2018年 ISBN 978-4864299879

### 共著
- 『教育フォーラム28 教育の基本に返る実践』金子書房、2001年 ISBN 9784760897780
- 『国際協力の地平－２１世紀に生きる若者へのメッセージ』昭和堂、2002年 ISBN 9784812202159
- 『生物による環境調査事典』東京書籍、2003年 ISBN 9784487798520
- 『CD-ROM版 中学校理科教育実践講座 ACIESアキエース』ニチブン、2003年
- 『兵庫の生きものたち－さまざまな環境を生き抜く命－』神戸新聞総合出版センター、2004年 ISBN 9784343002396
- 『解剖・観察・飼育大事典』星の環会、2007年 ISBN 9784892944376
- 『これは使える！理科面白話セレクト４５－「語り・お話」で理科好きの子どもを育てる－』明治図書、2008年 ISBN 9784186901283
- 『理科』近大姫路大学教育学部、2009年
- 『理科指導法 』近大姫路大学教育学部、2009年
- 『プロ教師をめざす新理科教育早わかり事典』明治図書、2010年 ISBN 9784186686111
- 『蘇る教師のために─教員研修・講習テキスト─』川島書店、2011年 ISBN 978-4-7610-0875-8
- 『小・中・高一貫カリキュラムへの改革を先取りした理科の授業づくり』東京書籍、2012年 ISBN 978-4-487-80688-1
- 『新 生物による環境調査事典』東京書籍、2012年 ISBN 978-4-487-80687-4
- 『すぐに役立つ研究授業のための学習指導案のつくり方―中学校理科編―』オーム社、2013年 ISBN 9784274214080
- 『解くコツがわかる 小学校教員採用試験 理科問題集』オーム社、2013年 ISBN 9784274214707
- 『教採受験者から現職教員まで 教採問題から読みとく理科 －生命・地球編－』オーム社、2014年 ISBN 9784274214950
- 『教育方法論』近大姫路大学教育学部、2015年
- 『すぐに役立つ研究授業のための学習指導案のつくり方―小学校理科編― 』オーム社、2015年 ISBN 9784274217463
- 『基礎生物学』電気書院、2015年 ISBN 978-4485302330
- 『板書のかたち ホワイトボードで子どもが参加 ５年生の理科全授業 アクティブ・ラーニング』星の環会、2016年 ISBN 9784892945458
- 『理科 指導の理論と実践（新時代の学びを創る第5巻）』あいり出版、2017年 ISBN 978-4865550412
- 『解くコツがわかる 小学校教員採用試験 理科問題集 改訂2版』オーム社、2018年 ISBN 9784274222085
- 『初等理科教育（新しい教職教育講座 教科教育編4）』ミネルヴァ書房、2018年 ISBN 9784623082001
- 『今、先生ほど魅力的な仕事はない! (教職課程新書)』協同出版、2019年　ISBN 4319110420